# Groß Siemz
Groß Siemz è una località del comune di Siemz-Niendorf nel Meclemburgo-Pomerania Anteriore, in Germania.
Appartiene al circondario (Kreis) del Meclemburgo Nordoccidentale (targa NWM) ed è parte della comunità amministrativa (Amt) di Schönberger Land.
Già comune autonomo, il 26 maggio del 2019 è stato fuso con il vicino comune di Niendorf per costituire il nuovo comune di Siemz-Niendorf.